# Amavita
Amavita ist ein  Apothekennetz mit 179 Filialen in der Schweiz (Stand 31. Dezember 2020). Die Apotheken gehören zur Galenica-Gruppe mit Sitz in Bern und werden von der Galenicare Management AG geführt.
Amavita führt die üblichen rezeptpflichtigen und freiverkäuflichen Medikamente. In rund der Hälfte der Apotheken werden zudem Kosmetik-Produkte und Parfüms verkauft. Weiter bietet Amavita Gesundheits-Dienstleistungen wie ein Herz-Check, Allergie-Check, Hörtest, Blutdruckmessung, Impfungen oder Polymedikations-Check an.
Neben den stationären Apotheken führt Amavita auch einen Onlineshop. Die online bestellten Produkte können, neben dem Versand, auch in der Filiale abgeholt werden.

## Geschichte

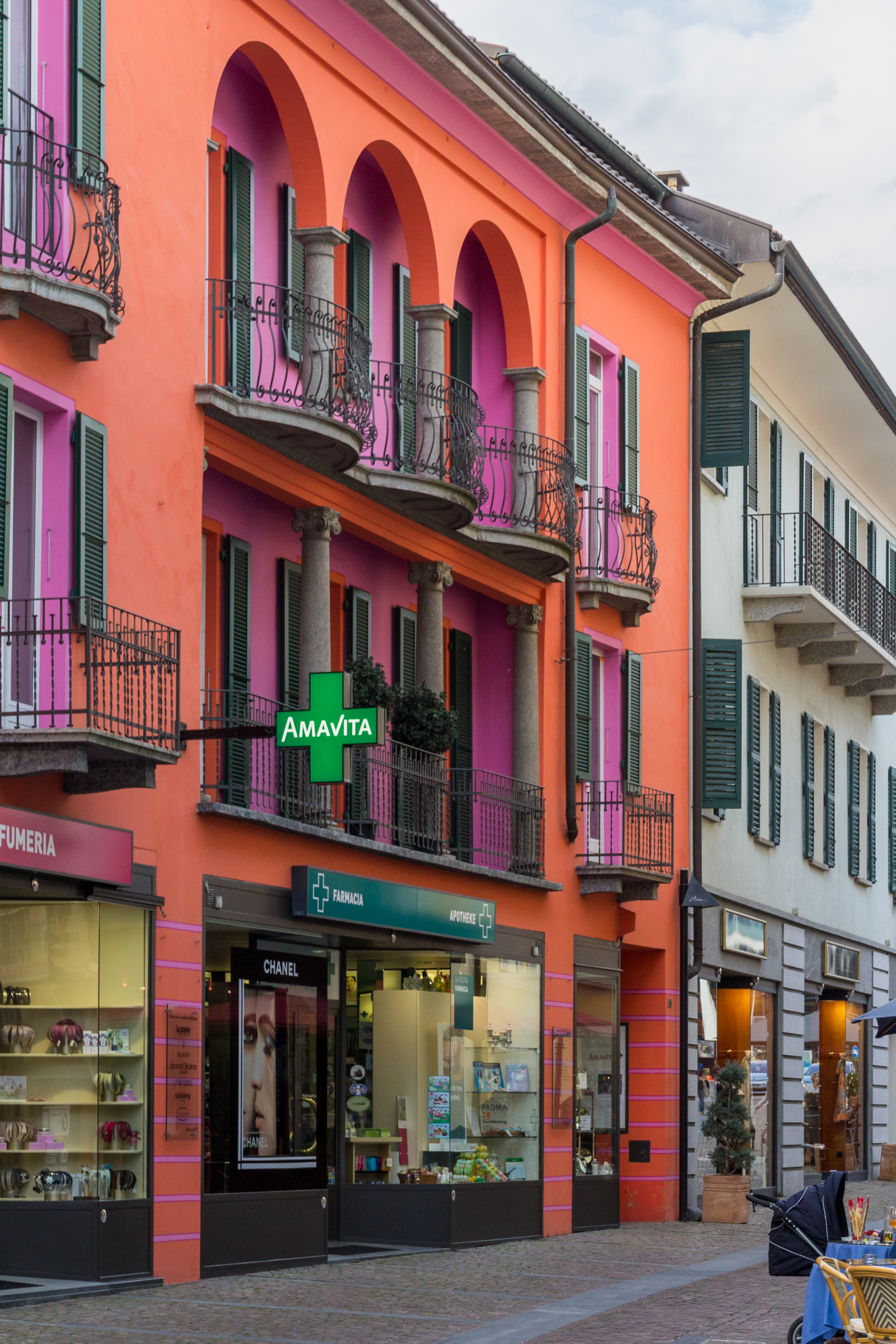
Amavita in Ascona

2005 traten GaleniCare und die Victoria Apothekenkette einheitlich unter der Marke Amavita auf. Die Starcard wurde schweizweit eingeführt.
2006 eröffnete die 100. Amavita Apotheke im Bahnhof Chur und das Amavita Magazin wurde lanciert. 2007 vergrösserte sich das Apothekennetz durch das Amavita-Partnerschaftsmodell. 2008 wurden im Flughafen Zürich drei Standorte und im Bahnhof Bern eine Filiale eröffnet, die alle 7 Tage pro Woche für die Kunden geöffnet sind. 2009 eröffneten im Tessin in Lugano und Morbio Inferiore die ersten Amavita Verkaufspunkte.
2010 eröffnete Amavita die erste Apotheke an der Zürcher Bahnhofstrasse. Im Tessin war Amavita nach kurzer Zeit mit neun Apotheken vertreten. Auch wurden Eigenmarkenprodukte im Medikamentenbereich eingeführt. 2014 wurde Amalino, als Amavita-Maskottchen, geschaffen  und der AllergieCheck wurde schweizweit eingeführt. 2015 wurde der Amavita-Onlineshop eröffnet und seit 2016 erscheint das Amavita Magazin monatlich. 2018 wurde die App eMediplan eingeführt. 2019 brachte Amavita zum ersten Mal ihr Magazin Meine Haut heraus. Zu dieser Zeit waren 189 Standorte in der Schweiz aktiv. 2020 wurde die Versandapotheke Amavita gestartet.